# Oculus Rift
Oculus Rift é uma linha descontinuada de headsets de realidade virtual desenvolvida e fabricada pela Oculus VR, uma empresa de realidade virtual fundada por Palmer Luckey que é amplamente creditada por reviver a indústria de realidade virtual. Foi o primeiro headset de realidade virtual a fornecer uma experiência realista a um preço acessível, utilizando nova tecnologia para aumentar a qualidade e reduzir o custo em ordens de magnitude em comparação com sistemas anteriores.  O primeiro fone de ouvido da linha foi o Oculus Rift DK1, lançado em 28 de março de 2013. O último foi o Oculus Rift S, descontinuado em abril de 2021.
O Rift passou por vários modelos de pré-produção antes do lançamento do Oculus Rift CV1, o primeiro Oculus Rift destinado ao uso do público em geral. Dois deles, o DK1 no início de 2013 e o DK2 em meados de 2014, tinham como objetivo fornecer aos desenvolvedores de conteúdo uma plataforma de kit de desenvolvimento para criar conteúdo para o eventual lançamento do Rift para o consumidor. No entanto, ambos os kits de desenvolvimento foram comprados por muitos entusiastas de jogos que desejavam obter uma prévia antecipada da tecnologia. O Rift viu seu lançamento oficial para o consumidor em março de 2016 com o Oculus Rift CV1, e acabou sendo substituído em março de 2019 pelo Oculus Rift S.  A biblioteca de software Oculus Rift ainda é compatível com seu sucessor, o Oculus Quest.

## História
Este projeto conseguiu cerca de 91 milhões de dólares de investidores, sendo 2,4 milhões arrecadados pelo site kickstarter. Na companhia fundada por Palmer Luckey e os cofundadores da Scaleform Brendan Iribe, Michael Antonov e Nate Mitchell. Em março de 2014, a empresa foi comprada pela Facebook, Inc., que manteria o foco em desenvolver o mesmo tipo de produtos.
O Rift começou a ser disponibilizado a partir de Março de 2016, sem comandos de movimento, com um PVP de € 699. Os comandos do Rift foram adicionados posteriormente, a apenas 6 de Dezembro de 2016, vários meses após do começo da venda do HTC Vive com as lighthouses e com os comandos de movimentos.
No verão de 2017, a Oculus baixou o preço do bundle do Rift por tempo limitado para US̩̥$ 399, para atrair novos compradores interessados em VR que antes não o poderiam adquirir devido ao peço. O bundle continha o Rift, vários jogos como Lucky's Tale, Robo Recall e The Unspoken, os comandos de movimento nomeadamente chamados de Oculus Touch e um comando da Xbox One.
Após o verão, a empresa subiu o preço do bundle para US̩̥$ 499, retirando o comando da Xbox do bundle para baixar o preço.
No Oculus Connect 4, poucos meses depois da anterior subida de preço, a empresa voltou a baixar o bundle para o mesmo preço do que no verão (US̩̥$ 399). Desta vez o bundle já não continha o comando da XBOX, tal como anteriormente.
O Rift atingiu o seu menor preço na Black Friday de 2017, sendo vendido por US̩̥$ 349 e tendo muitos novos fãs e compradores.
O Rift, devido às baixas de preço, tornou-se um dos headsets para PC mais acessíveis em termos do mesmo, cada vez ganhando mais market share e quase derrotando o HTC Vive, que, neste momento, custa US̩̥$ 599 incluindo as Lightboxes e os comandos de movimento.

## Hardware

### Oculus Rift (CV1)
O pacote de lançamento inclui o Oculus Rift, versão final de consumidor 1 (CV1), com headphones integrados; sensor externo de posicionamento, comando à distância, cabos para ligação ao PC, um comando XBox One e ainda os jogos Eve: Valkyrie e Lucky's Tale.
O Rift possui dois ecrãs OLED, um para cada olho, com uma resolução de 1 080x1 200 cada, uma taxa de actualização de 90Hz (50% superior a um monitor convencional) e está pensado para ocupar uma grande parte do campo visual.
Integra três giroscópios que lhe permitem monitorizar a orientação da cabeça do utilizador e um par de headphones que podem ser recolhidos caso o utilizador não os queira utilizar, sendo que é recomendável o uso de headphones ou earphones para que possa ser simulado audio 3D.
A unidade visual é ligada ao PC através de HDMI 1.3 (vídeo) e de USB (informação de orientação rotacional) e o detector de posicionamento utiliza USB para comunicar informação de posição.

#### Requerimentos
A Oculus recomenda um PC Windows com um CPU Intel Core i3-6100, placa gráfica NVidia GTX 960 e 8GB de RAM (requisitos mínimos), de modo a garantir uma experiência aceitável com o Rift, mas é fortemente recomendável que as capacidades estejam acima das mínimas, visto que jogar em realidade virtual requer cerca de 3x a potência computacional comparado a jogar em Full HD (1 080p, 1 920x1 080), o que pode contribuir para afastar esta nova experiência da maioria do público.
A Futuremark desenvolveu as suas ferramentas gratuitas de benchmarking (http://www.futuremark.com/benchmarks/3dmark) (testes de esforço padronizados) para que qualquer utilizador possa avaliar se o seu PC está pronto para o Oculus Rift e quão boa experiência pode esperar. 
Já a própria Oculus tem computadores à venda no seu website, tais como:
- O principiante - US̩̥$ 799 - Processador i5 de 7ª geração, Placa gráfica GeForce GTX 1 060, 8GB de RAM e HDD de 1TB;
- O jogador - US̩̥$ 1 511 - Processador i7 7700K, Placa Gráfica GeForce GTX 1 080, 16GB de RAM, 250GB de SSD e 1TB de HDD;

É esperado que alguns OEMs como a Alienware e a Asus coloquem no mercado pacotes com computadores de alta performance e o Oculus Rift.
A HP já anunciou computadores certificados como VR Ready na sua linha desktop HP Envy Phoenix, com preços entre os 1 700 e 2 000 USD.

### Rift S
O modelo Rift S foi criado em parceria da Oculus VR com Lenovo e lançado como sucessor do Rift CV1 em maio de 2019 com um sistema de posição/rastreamento “inside-out” com câmeras embutidas no aparelho. Com processador Snapdragon da Qualcomm. Porém o áudio ainda continua não-imersivo, que as vezes confunde com sons ambientes.